# Plebejus cyane
Plebejus cyane är en fjärilsart som beskrevs av Freyer 1845. Plebejus cyane ingår i släktet Plebejus och familjen juvelvingar. Inga underarter finns listade i Catalogue of Life.